# Kelvin
Pour les articles homonymes, voir Kelvin (homonymie).
Le kelvin (nom masculin, prononcé /kɛl.vɛ̃/, ou /kɛl.vin/), du nom de William Thomson, dit Lord Kelvin, de symbole K, est l'unité de base de température thermodynamique dans le Système international.
Jusqu’au 20 mai 2019, le kelvin était défini comme la fraction 1/273,16 de la température thermodynamique du point triple de l'eau (H2O), une variation de température de 1 K étant équivalente à une variation de 1 °C. La nouvelle définition a pour objectif de respecter cette valeur, mais en l’ancrant sur une valeur fixée de la constante de Boltzmann.
À la différence du degré Celsius, le kelvin est une mesure absolue de la température qui a été introduite grâce au troisième principe de la thermodynamique. La température de 0 K est égale à −273,15 °C et correspond au zéro absolu (le point triple de l'eau est donc à la température 0,01 °C). Le zéro absolu étant la température la plus basse possible, les températures en kelvins ne sont normalement jamais négatives.
Un kelvin a la même valeur qu'un degré Celsius, seule l'échelle est décalée.
Le kelvin, n'étant pas une mesure relative, n'est jamais précédé du mot « degré » ni du symbole « ° », contrairement aux degrés Celsius ou Fahrenheit.

## Échelle kelvin des températures
L'échelle des températures Celsius est, par définition, la température absolue décalée en origine de 273,15 K :
{\displaystyle T_{\mathrm {K} }=T_{\mathrm {C} }+273{,}15\ } avec :
- {\displaystyle T_{\mathrm {K} }} la température en kelvins ;
- {\displaystyle T_{\mathrm {C} }} la température en degrés Celsius.

L'inverse de la température est un paramètre qui intervient souvent dans les formules. Les physiciens utilisent parfois le paramètre β tel que :
{\displaystyle \beta ={\frac {1}{k_{\text{B}}T}}\ } avec {\displaystyle T} en kelvins et où {\displaystyle k_{\text{B}}\ } est la constante de Boltzmann.

## Conversion vers les autres unités
En pratique :
- kelvins en degrés Celsius : °C = K − 273,15
- degrés Celsius en kelvins : K = °C + 273,15
- kelvins en degrés Fahrenheit : °F = K × 1,8 − 459,67
- degrés Fahrenheit en kelvins : K = (°F + 459,67) / 1,8

Ainsi, 0 °C = 273,15 K, 1 °C = 274,15 K, etc.

## Construction de l'unité kelvin et conséquences
De 1954 à 2019, l'unité de température du Système international et ses unités dérivées, déterminées par une convention internationale, sont fondées sur la température thermodynamique du point triple de l'eau, TH2O
T = 273,16 K :
- kelvin (K) : 
  - origine : 0 K = zéro absolu,
  - valeur : TH2O
T/273,16 (fraction 1/273,16 de la température thermodynamique du point triple de l'eau) ;
- degré Celsius (°C) :
  - valeur : identique au kelvin (c'est-à-dire qu'une différence de températures a la même valeur en degrés Celsius et en kelvins),
  - origine : 0 °C = 273,15 K. Le point triple de l'eau est donc à 0,01 °C exactement. Le point de fusion de la glace à pression atmosphérique est à 0 °C, approximativement.

La fraction 1⁄273,16 est donc due au choix du point triple de l'eau comme point de référence et à la volonté de définir une unité de température qui permette de retrouver les intervalles de températures usuels associés aux anciennes échelles de température. Bien que la définition officielle actuelle du degré Celsius repose sur celle du kelvin, ce dernier a été établi postérieurement.
Historiquement, les points de référence choisis pour construire les échelles de température étaient la température de congélation de l'eau, qui définit le zéro, et la température d'ébullition, fixée à 100. Ces deux points définissaient ainsi une échelle centigrade dont le pas est un centième de la différence de température entre ces deux points. Cette échelle de température a longtemps été confondue avec l'échelle Celsius.
La notion de température thermodynamique, et implicitement celle de température absolue, introduit la notion de zéro absolu, rendant inutile la référence à deux points. Un seul point fixe de référence suffit. Le point triple de l'eau, c'est-à-dire les conditions dans lesquelles coexistent les trois états (liquide, solide et gazeux) de l'eau, est un point de température et de pression invariantes (variance nulle). Il constitue donc un point fixe fondamental de référence, plus stable que ne l'est la température de congélation, par exemple, qui dépend de nombreux paramètres et qui peut descendre à −38 °C pour de l'eau pure en surfusion,.
Une fois ce point de référence adopté, il reste à définir l'intervalle d'un kelvin qui est fixé comme suit : Le kelvin est la fraction 1⁄273,16 de la température thermodynamique du point triple de l'eau.
Celui-ci devient en retour la référence de la définition du degré Celsius. À la suite de cette réforme, ce dernier est réduit au statut d'unité dérivée du Système international : l'unité de température Celsius est égale par définition à l'unité de température kelvin, tout intervalle de température ayant la même valeur numérique dans les deux unités.
En revanche, du fait de ce choix d'unité, la température d'ébullition de l'eau à la pression atmosphérique normale n'est plus fixée à 100 °C mais à 99,983 9 °C. Néanmoins, ce choix menant à un écart très faible avec la valeur 100, il permet de maintenir les définitions courantes des points de congélation et d'ébullition de l'eau sous pression atmosphérique : environ 0 °C et environ 100 °C.
En toute rigueur, seule l'échelle centigrade, obsolète, attribue encore la valeur exacte 100 à la température de ce point d'ébullition.
En 2005, la définition a été affinée en spécifiant la composition isotopique de l’eau dont le point triple est utilisé :
- 0,000 155 76 mole de 2H par mole de 1H ;
- 0,000 379 9 mole de 17O par mole de 16O ;
- 0,002 005 2 mole de 18O par mole de 16O.

Cette composition est celle du matériau de référence de l’Agence internationale de l'énergie atomique (AIEA), connu sous le nom de « Eau océanique moyenne normalisée de Vienne » (VSMOW, de l'anglais Vienna Standard Mean Ocean Water), tel que recommandé par l’Union internationale de chimie pure et appliquée (UICPA).
En 2018, il est décidé de redéfinir les unités du système international.
À partir du 20 mai 2019, à la suite des travaux du Comité international des poids et mesures, la définition du kelvin change fondamentalement. Au lieu de se fonder sur les changements d'état de l’eau pour définir l’échelle, la nouvelle définition se fonde sur l'énergie équivalente comme donnée par l'équation de Boltzmann.

### Nouvelle définition
La valeur du kelvin, K, est définie en fixant la valeur numérique de la constante de Boltzmann à exactement 1,380 649 × 10−23 J K−1 (ou s−2 m2 kg K−1),.
Le kelvin est ainsi le changement de température thermodynamique résultant d’un changement de l’énergie thermique {\displaystyle kT} de {\displaystyle 1,380\,649\times 10^{-23}\mathrm {J} },
ou de {\displaystyle {\frac {1,380\,649\times 10^{-23}}{6,626\,070\,15\times 10^{-34}}}} unités d'action h par seconde.

## Multiples et sous-multiples
En pratique on utilise très peu les multiples et sous-multiples du kelvin pour exprimer une température (quand c'est nécessaire on emploie plutôt une puissance de dix). En revanche on utilise quelques sous-multiples (notamment le millikelvin et le microkelvin, mK et µK) pour exprimer de petites différences ou variations de la température.

## Autres échelles de température
Différentes échelles sont utilisées pour mesurer la température : l’échelle Newton (établie vers 1700), Rømer (1701), Fahrenheit (1724), Réaumur (1731), Delisle (1738), centigrade (de Celsius) (1742), Rankine (1859), kelvin (1848), Leyden (ca. 1894 ?), Celsius (1948).
| Échelle → Température ↓                                                             | Kelvin          | Celsius       | Centigrade (historique) | Fahrenheit | Fahrenheit | Fahrenheit     | Rankine         | Delisle | Newton | Réaumur | Rømer   |
| Échelle → Température ↓                                                             | Kelvin          | Celsius       | Centigrade (historique) | originelle | historique | actuelle       | Rankine         | Delisle | Newton | Réaumur | Rømer   |
| ----------------------------------------------------------------------------------- | --------------- | ------------- | ----------------------- | ---------- | ---------- | -------------- | --------------- | ------- | ------ | ------- | ------- |
| Zéro absolu                                                                         | 0               | −273,15       | −273,197                |            |            | −459,67        | 0               | 559,725 | −90,14 | −218,52 | −135,90 |
| Plus basse température naturelle relevée à la surface de la Terre par télédétection | 180,0           | −93,2         |                         |            |            | −135,8         | 323,9           | 289,8   | −30,8  | −74,6   | −41,4   |
| Mélange eau/sel de Fahrenheit                                                       |                 |               |                         | 0          |            |                |                 |         |        |         |         |
| Origine de l'échelle Celsius moderne                                                | 273,15          | 0             |                         |            |            | 32             | 491,67          | 150     | 0      | 0       | 7,5     |
| Point de fusion de l'eau (à pression atmosphérique)                                 | 273,150 089(10) | 0,000 089(10) | 0                       | 32         | 32         | 32,000 160(18) | 491,670 160(18) | ≈ 150   | ≈ 0    | ≈ 0     | ≈ 7,5   |
| Point triple de l'eau                                                               | 273,160 0(1)    | 0,010 0(1)    |                         |            |            | 32,018 0(18)   |                 |         |        |         |         |
| Température moyenne à la surface de la Terre                                        | 288             | 15            |                         |            |            | 59             | 518,67          | 127,5   | 4,95   | 12      | 15,375  |
| Température moyenne du corps humain                                                 | 309,95          | 36,8          |                         |            |            | 98,24          | 557,91          | 94,8    | 12,144 | 29,44   | 26,82   |
| Plus haute température naturelle enregistrée à la surface de la Terre               | 329,8           | 56,7          |                         |            |            | 134            | 593,67          | 67,5    | 18,7   | 45,3    | 33,94   |
| Point d'ébullition de l'eau (à pression atmosphérique)                              | 373,133 9       | 99,983 9      | 100                     | ≈ 212      | 212        | 211,971        | 671,641         | 0       | 33     | 80      | 60      |
| Point de fusion du titane                                                           | 1 941           | 1 668         |                         |            |            | 3 034          | 3 494           | −2 352  | 550    | 1 334   | 883     |
| Température estimée de la surface du Soleil                                         | 5 800           | 5 526         |                         |            |            | 9 980          | 10 440          | −8 140  | 1 823  | 4 421   | 2 909   |
| 1. 2. 3. 4.                                                                         |                 |               |                         |            |            |                |                 |         |        |         |         |